# Fricot des barques
Pour les articles homonymes, voir Fricot.
Le fricot des barques, mets spécifique aux mariniers du Rhône d'Arles, qui le consommaient sur leurs barques, est une variante de la broufado.

## Description
C'est un ragoût de bœuf, longuement mijoté — entre trois et quatre heures dans un toupin — dans la garniture duquel entrent anchois, ail, oignons et huile d'olive. La différence essentielle avec la broufade est l'absence de câpres. Le fricot est, lui aussi, traditionnellement accompagné de pommes de terre, de carottes et de tomates. C'est aujourd'hui un mets dominical pour les Arlésiens et il se trouve inscrit sur la carte des restaurants.

## Accord mets / vin
Le fricot, en juillet 2007, a été mis à l'honneur par le Collectif Prouvènço, lors d'une manifestation culturelle qui se déroulait à Arles dans les Jardins d'Été. Outre la manière de réaliser ce mets, la grande question fut le choix du vin pouvant l'accompagner. La recommandation fut celle d'un côtes-du-rhône rouge.